# Кедури, Эли
Эли Кедури (25 января 1926 — 29 июня 1992) — английский историк-востоковед, иракский еврей по происхождению. Родился в Багдаде.

## Биография
Высшее образование получил в Лондонской Школе Экономики и Политических Наук. Докторская диссертация Кедури не была принята в Оксфорде, от требований внести в неё изменения учёный отказался, таким образом не получив степень доктора. Тем не менее, в 1956 году она была опубликована.
В 1960 году выходит его известная книга «Nationalism». В 1964 Кедури основал научный журнал «Middle Eastern studies».
Известен своей критикой марксистских теорий и интерпретаций истории с одной стороны, и британского империализма на Ближнем Востоке (особенно в свете событий после Первой мировой войны) — с другой.

#### Переводы на русский язык
- Кедури Э. Национализм / под ред. И. А. Савкина. — СПб.: Алетейя, 2010. — 136 с. — ISBN 978-5-91419-400-7.